# 靖国神社清掃奉仕有志の会
靖国神社清掃奉仕有志の会（やすくにじんじゃせいそうほうしのかい）は、1995年1月7日に設立された奉仕活動団体（人格なき社団）。

## 概要
皇居の勤労奉仕活動はあるのに靖国神社の勤労奉仕活動がないことに疑問を感じた高柳陽一、松崎一樹、五十嵐博臣、大竹伸右らによって設立された。現在の代表は鈴木信行。代表と事務局長、
清水誠一を除いて特定の会員をもたず、奉仕活動ごとに広く一般から参加者を募っている。
年4回（2月、5月、8月、11月）、靖国神社で清掃奉仕を行っている。また、定期的ではないものの、近県の護国神社で同様の奉仕活動をすることもある。

## 関係団体
- 防共新聞
- 同血社
- 山河死守青年同盟
- 野村秋介事務所
- 國民新聞 (1972年-)
- 正心塾
- 全国戦友会連合会
- ブルーリボン運動 (北朝鮮拉致問題)
- 青き旅団